# Hyphoderma subsetigerum
Hyphoderma subsetigerum är en svampart som beskrevs av Sheng H. Wu 1997. Hyphoderma subsetigerum ingår i släktet Hyphoderma och familjen Meruliaceae.   Inga underarter finns listade i Catalogue of Life.